# CROOZE.fm
CROOZE.fm, soms ook afgekort als CROOZE, is een alternatieve radiozender opgericht in 2004. De oorspronkelijke naam was Radio CROOZE FM. In Gent werd de radio opgericht door VZW ISCO en in Antwerpen door VZW A.O.S. Het genre van CROOZE.fm wordt ook wel omgeschreven als smooth jazz. De antennes van zender Antwerpen stonden verplicht gericht naar het noorden waardoor de ontvangst niet perfect is in de rand van de stad. Tegenwoordig zendt CROOZE uit via DAB+ (mux 5A/5D), dit zorgt voor een perfecte ontvangst in heel Vlaanderen en Brussel. 
Tot 2015 was het station op FM te beluisteren in Antwerpen (104.2), Brussel (106.5) en Gent (106.4). Op de site is er ook een livestream te beluisteren. De muziek van CROOZE.fm bestaat uit soul, R&B, neo-soul, bossanova, smooth jazz, nu-jazz, acid-jazz, latin, chill-out, lounge, deep house, ambient, lo-fi en funk.
Vanaf april 2022 was CROOZE in Vlaanderen en Brussel te beluisteren op DAB+ (mux 5A/5D). Op 15 mei 2024 was de laatste uitzending van CROOZE fm.